# Vergné
Vergné ist eine französische Gemeinde mit 168 Einwohnern (Stand: 1. Januar 2022) im Département Charente-Maritime in der Region Nouvelle-Aquitaine (vor 2016: Poitou-Charentes); sie gehört zum Arrondissement Saint-Jean-d’Angély und zum Kanton Saint-Jean-d’Angély. Die Einwohner werden Vergnauds und Vergnaudes genannt.

## Geographie
Vergné liegt etwa 55 Kilometer ostsüdöstlich von La Rochelle in der Saintonge. Umgeben wird Vergné von den Nachbargemeinden Villeneuve-la-Comtesse im Nordwesten und Norden, La Croix-Comtesse im Norden, Coivert im Osten, La Jarrie-Audouin im Südosten, Loulay im Süden, Lozay im Südwesten sowie Migré im Westen.

## Bevölkerungsentwicklung
| Jahr                       | 1962 | 1968 | 1975 | 1982 | 1990 | 1999 | 2006 | 2019 |
| Einwohner                  | 180  | 177  | 149  | 169  | 174  | 168  | 152  | 151  |
| Quellen: Cassini und INSEE |      |      |      |      |      |      |      |      |

## Sehenswürdigkeiten

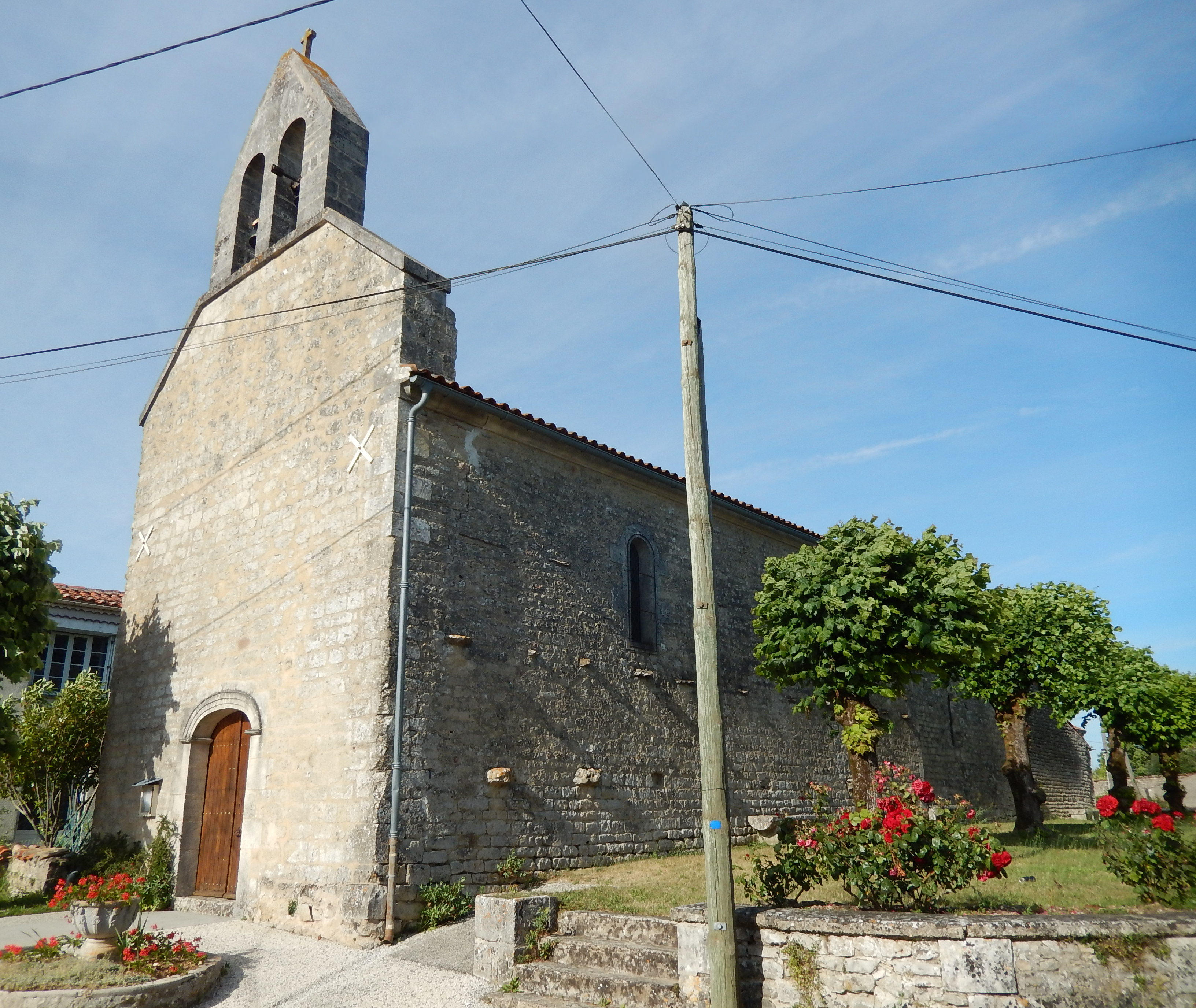
Kirche Saint-Martin
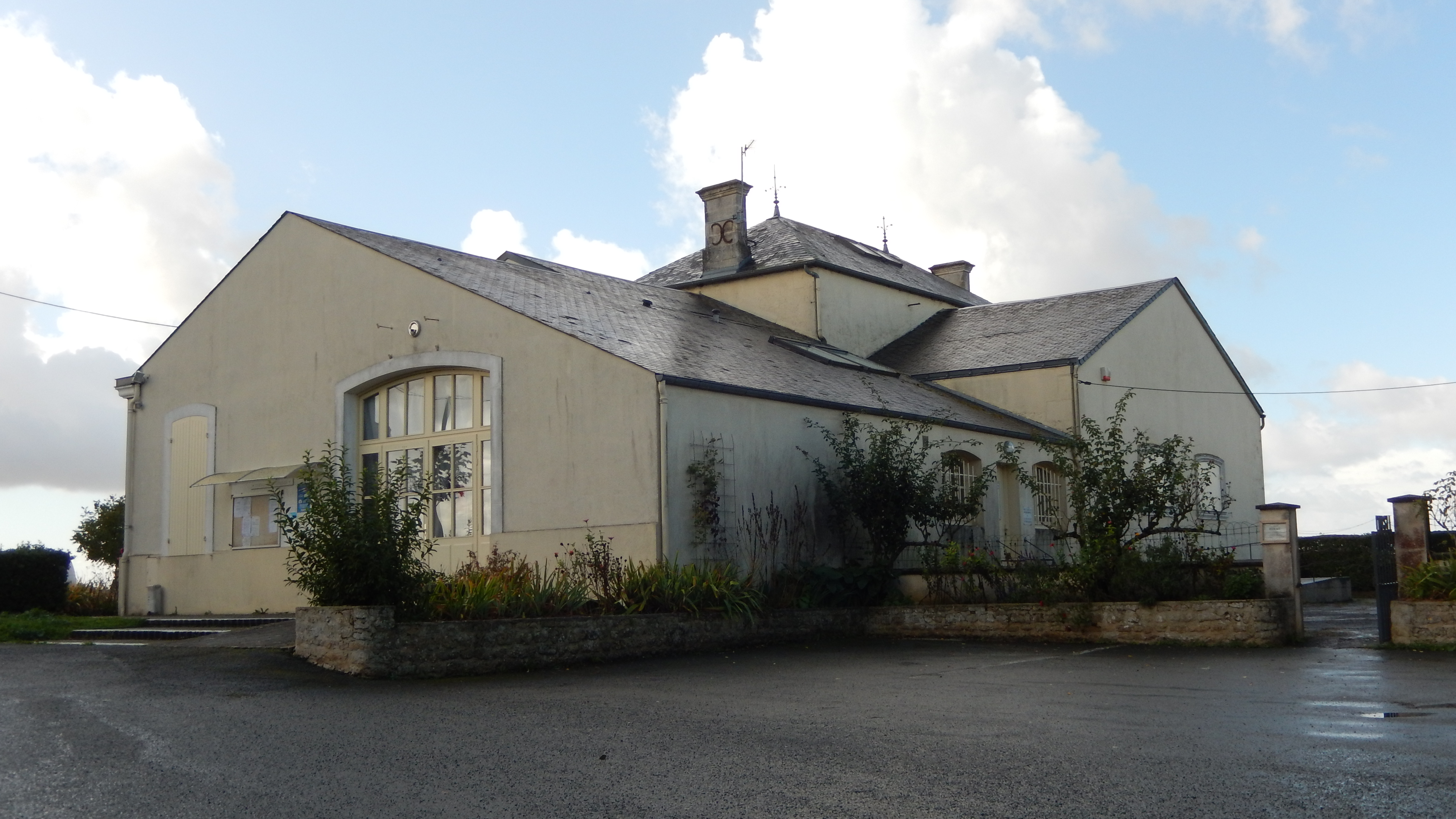
Museum der öffentlichen Schule

- Kirche Saint-Martin
- Museum der öffentlichen Schule